# Ereğli (Konya)
Ereğli o Konya Ereğlisi és una ciutat de Turquia i un districte a la província de Konya. Ereğli es troba a 147 km de Konya i té una població (2014) de 139.131 al districte que eren 32.057 el 1960 per la ciutat i 46.324 pel tot districte. Pròxima a les muntanyes del Taure, té nombroses fonts i el seu terme és un oasi de vegetació; les aigües es perden a les maresmes properes. És famosa perquè una mica al sud de la ciutat, a Ivriz, es troba una notable escultura hitita tallada a la roca que representa al deu del riu adorat pel rei de Tiana (Tyana, assiri Urballa, hitita Verpallawa) moderna Bor.

## Història
Fou la clàssica Heraclea Cybistra.
Els àrabs la van anomenar Hirakla que va passar al turc deformat a Erakli i després Eregli. Amb els romans d'Orient fou una fortificació de frontera i els àrab la van ocupar diverses vegades entre elles en temps d'Harun el-Rashid la tardor del 806, i després el 832, però sempre fou evacuada o reconquerida. El 1091 fou ocupada pels seljúcides. En temps dels croats apareix sota el nom d'Aràclia. Amb l'enfonsament del Soldanat de Rum o Konya va passar a Karaman i fou la primera capital dels karamànides amb Nuri Sufi Bey. Va passar als otomans el 1466.

## Lloc interessants
- Mesquita d'Ulu Cami, d'època seljúcida o karamànida
- Mesquita de Türbe Camii (Petita mesquita)
- El Gran Han del segle xv